# Abdon (Shropshire)
Abdon – wieś i były civil parish w Anglii, w hrabstwie Shropshire, w dystrykcie (unitary authority) Shropshire, w civil parish Abdon and Heath. Leży 28 km na południe od miasta Shrewsbury i 203 km na północny zachód od Londynu. W 2011 roku civil parish liczyła 181 mieszkańców. Abdon jest wspomniana w Domesday Book (1086) jako Abetune.